# Gare de Theillay
La gare de Theillay est une gare ferroviaire française de la ligne des Aubrais - Orléans à Montauban-Ville-Bourbon, située sur le territoire de la commune de Theillay, dans le département de Loir-et-Cher, en région Centre-Val de Loire.
C'est une halte de la Société nationale des chemins de fer français (SNCF) desservie par les trains des réseaux TER Nouvelle-Aquitaine et TER Centre-Val de Loire.

## Situation ferroviaire
Établie à 125 m d'altitude, la halte de Theillay est située au point kilométrique (PK) 191,008 de la ligne des Aubrais - Orléans à Montauban-Ville-Bourbon, entre les gares de Salbris et de Vierzon-Ville.

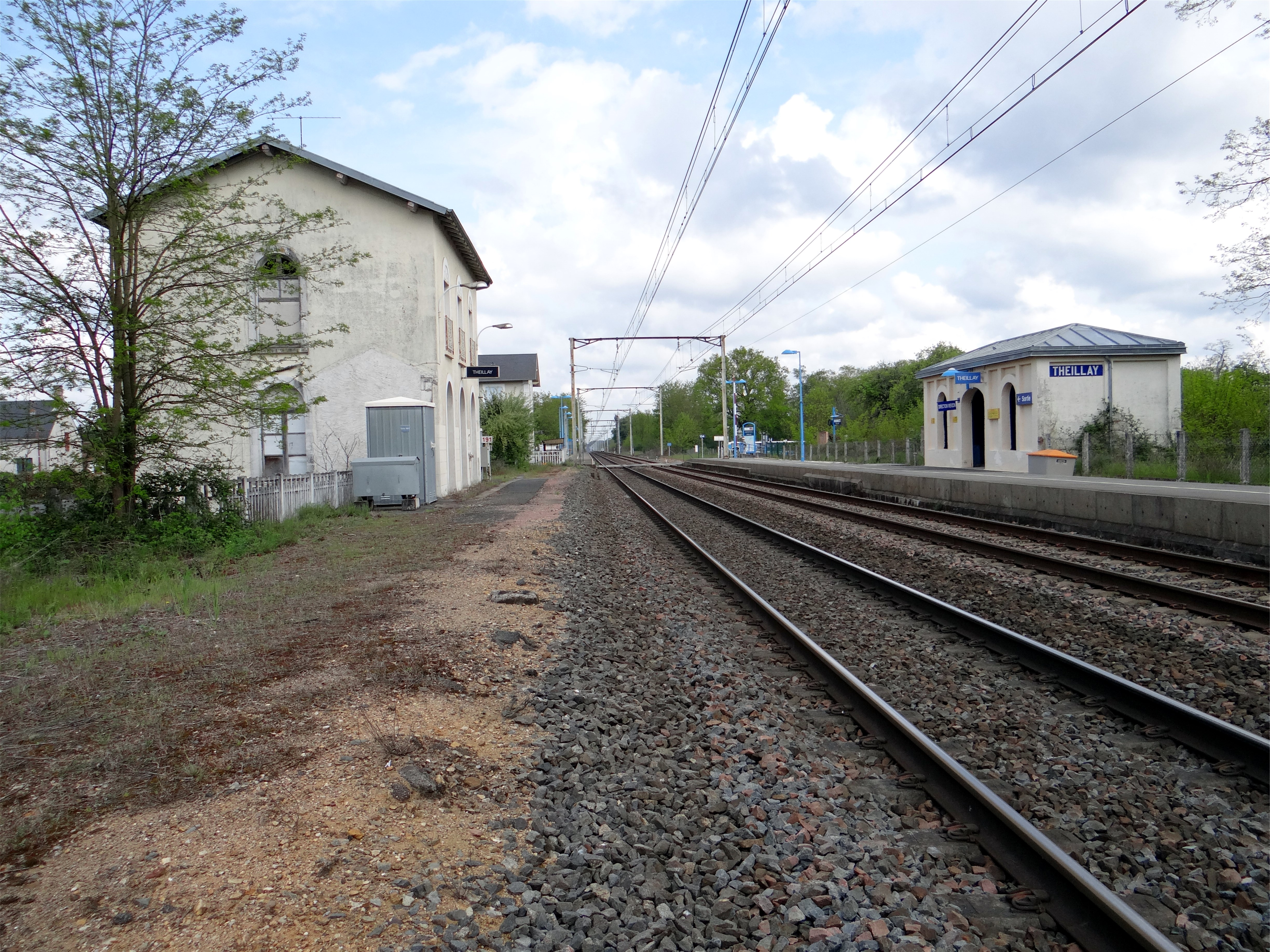
Vue générale de la gare.

## Histoire
La gare est ouverte le 20 juillet 1847. Le bâtiment voyageurs existe toujours mais il est désaffecté.

## Service des voyageurs

### Accueil
Halte SNCF, c'est un point d'arrêt non géré (PANG) à entrée libre.
Elle est équipée de deux quais latéraux décalés, les quais 1 et 2, d'une longueur utile de 180 m. Les deux quais possèdent un abri voyageurs. Le changement de quai se fait par un passage à niveau.

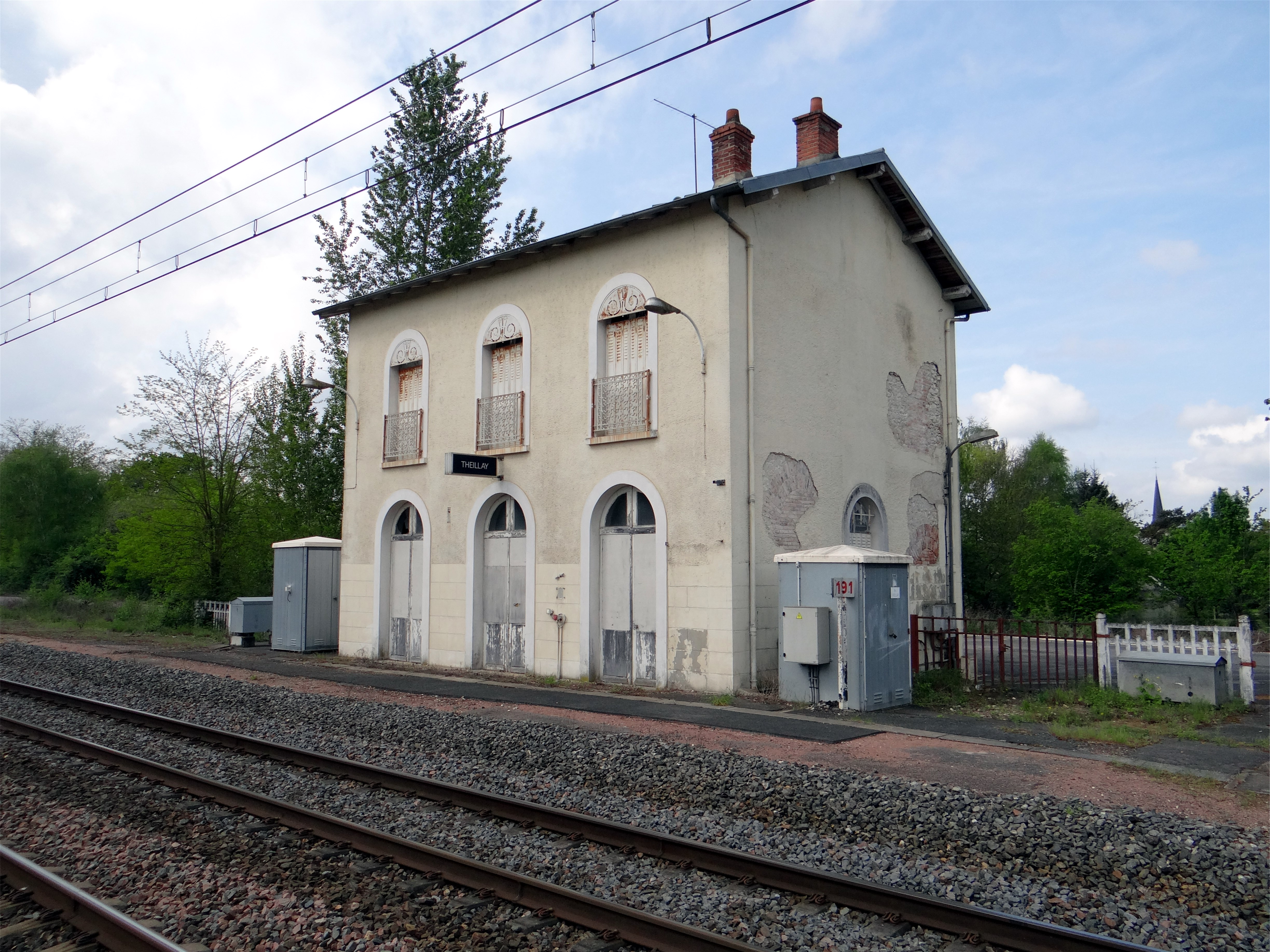
L'ancien bâtiment voyageurs.

### Desserte
En 2012, la gare est desservie par la relation commerciale Orléans - Vierzon - Châteauroux - Limoges (TER Nouvelle-Aquitaine et TER Centre-Val de Loire) et par la relation commerciale Bourges - Orléans (TER Centre-Val de Loire). La desserte est assurée en grande partie par des automotrices Z 7300 et Z 21500 et parfois par l'automoteur B 81500.

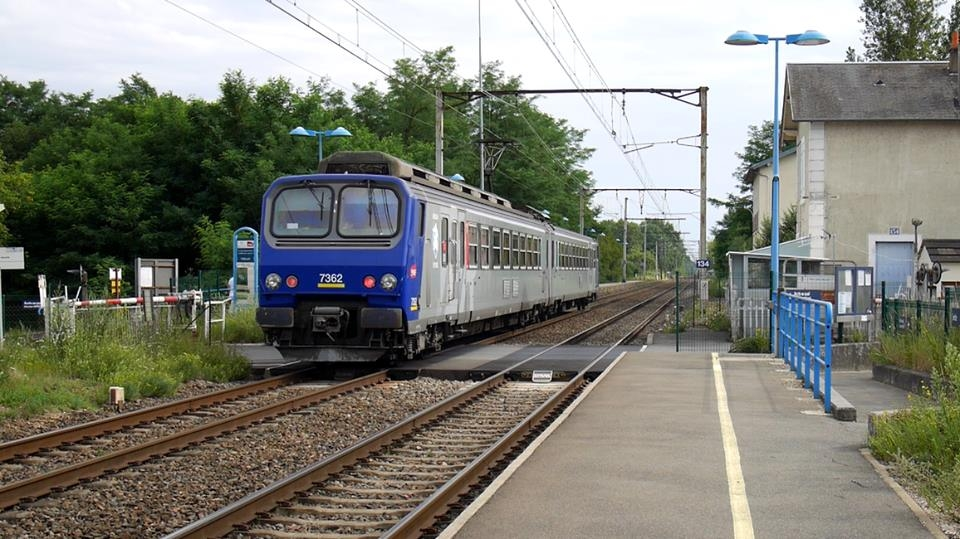
Une automotrice Z2 (Z 7300 entre en gare en juillet 2017.